# 王褒 (汉朝)
王褒（？—？），字子渊，也作王襃，蜀资中（今四川资阳）人。西汉辞赋家，常与西汉末至新朝时的辞赋家扬雄（字子云）并称“渊、云”。

## 生平
王褒自幼就喜欢辞赋，娴熟《楚辞》，崇敬屈原作《九怀》，初露才华。而后游历各地，了解风土人情。汉宣帝时，得到益州刺史王襄赏识，向汉宣帝推荐他。皇上下令将其徵至长安，待诏金马门，擢为谏议大夫。后有方士上书说益州有金马碧鸡，可以祭祀致之，宣帝令他往祭祀，惜在中途病死。其赋后人辑有《王谏议集》。

## 评价
王褒所写之赋，《汉书·艺文志》记载有十六篇。名作如《圣主得贤臣赋》、《甘泉赋》和《四子講德論》。但其中《洞箫赋》一篇不同，这是较早描写乐器和音乐的赋，此赋无大赋的堆砌夸张的毛病，描写精巧细微，形象鲜明，当时就很受赞赏。汉元帝为太子时就非常喜欢此赋。该赋对后世文风文体也颇有影响，因赋中除了骚体句子之外杂以骈偶的句子，为魏晋六朝骈文开了先河。 

## 著作
- 《洞箫赋》

## 延伸阅读
[在维基数据编辑]
 在维基文库阅读此作者作品
 《漢書·卷064上》，出自班固《漢書》
 《漢書/卷064下》，出自班固《漢書》